# Vernéville
Vernéville és un municipi francès situat al departament del Mosel·la i a la regió del Gran Est. L'any 2007 tenia 599 habitants.

## Demografia

### Població
El 2007 la població de fet de Vernéville era de 599 persones. Hi havia 218 famílies, de les quals 38 eren unipersonals (17 homes vivint sols i 21 dones vivint soles), 67 parelles sense fills, 109 parelles amb fills i 4 famílies monoparentals amb fills.
La població ha evolucionat segons el següent gràfic:
Habitants censats

### Habitatges
El 2007 hi havia 237 habitatges, 219 eren l'habitatge principal de la família, 2 eren segones residències i 16 estaven desocupats. 229 eren cases i 8 eren apartaments. Dels 219 habitatges principals, 190 estaven ocupats pels seus propietaris, 16 estaven llogats i ocupats pels llogaters i 14 estaven cedits a títol gratuït; 1 tenia una cambra, 3 en tenien dues, 15 en tenien tres, 51 en tenien quatre i 149 en tenien cinc o més. 191 habitatges disposaven pel capbaix d'una plaça de pàrquing. A 81 habitatges hi havia un automòbil i a 115 n'hi havia dos o més.

### Piràmide de població
La piràmide de població per edats i sexe el 2009 era:
| Homes | Edats   | Dones |
| ----- | ------- | ----- |
| 0     | 95 o +  | 4     |
| 0     | 90 a 94 | 4     |
| 0     | 85 a 89 | 4     |
| 0     | 80 a 84 | 4     |
| 20    | 75 a 79 | 20    |
| 12    | 70 a 74 | 16    |
| 4     | 65 a 69 | 16    |
| 16    | 60 a 64 | 12    |
| 24    | 55 a 59 | 8     |
| 16    | 50 a 54 | 20    |
| 28    | 45 a 49 | 24    |
| 36    | 40 a 44 | 24    |
| 24    | 35 a 39 | 32    |
| 16    | 30 a 34 | 16    |
| 4     | 25 a 29 | 16    |
| 8     | 20 a 24 | 16    |
| 24    | 15 a 19 | 16    |
| 36    | 10 a 14 | 28    |
| 16    | 5 a 9   | 24    |
| 16    | 0 a 4   | 16    |

## Economia
El 2007 la població en edat de treballar era de 397 persones, 297 eren actives i 100 eren inactives. De les 297 persones actives 272 estaven ocupades (158 homes i 114 dones) i 25 estaven aturades (6 homes i 19 dones). De les 100 persones inactives 29 estaven jubilades, 49 estaven estudiant i 22 estaven classificades com a «altres inactius».

### Ingressos
El 2009 a Vernéville hi havia 222 unitats fiscals que integraven 580 persones, la mediana anual d'ingressos fiscals per persona era de 18.972,5 €.

### Activitats econòmiques
Dels 23 establiments que hi havia el 2007, 2 eren d'empreses extractives, 1 d'una empresa alimentària, 3 d'empreses de fabricació d'altres productes industrials, 9 d'empreses de construcció, 3 d'empreses de comerç i reparació d'automòbils, 3 d'empreses de serveis i 2 d'entitats de l'administració pública.
Dels 10 establiments de servei als particulars que hi havia el 2009, 2 eren tallers de reparació d'automòbils i de material agrícola, 3 paletes, 2 guixaires pintors, 2 lampisteries i 1 electricista.
L'únic establiment comercial que hi havia el 2009 era una fleca.
L'any 2000 a Vernéville hi havia 5 explotacions agrícoles.

## Equipaments sanitaris i escolars
El 2009 hi havia una escola elemental integrada dins d'un grup escolar amb les comunes properes formant una escola dispersa.

## Poblacions més properes
El següent diagrama mostra les poblacions més properes.